# ヤオハン (栃木市)
株式会社ヤオハンは、栃木県栃木市を中心にスーパーマーケットを展開する企業。「ヤオハン」の商号で店舗を営業する。「チューリップのヤオハン」がキャッチコピー。CGCグループに加盟している。同じ栃木県を地盤として「ヤオハン」の屋号を使用している八百半フードセンターは同じCGCグループに加盟しているが法人としては関係がない。また、かつて静岡県を拠点としたヤオハンとも無関係である。

## 概要
慶応年間に栃木市西銀座通りに青果の小売店を開業したのが始まり。元は有限会社八百半商店（後に株式会社八百半商店）が「ヤオハン」の商号でスーパーマーケット事業を行っていたが、消費低迷に加えて過剰な設備投資などによって借入金返済能力に問題を抱ることとなり、事業再生のためにスーパーマーケット事業を2007年3月に会社分割の形で株式会社ヤオハンに譲渡。株式会社八百半商店は2007年7月の株主総会で解散が決議され、同年11月に特別清算となって法人が消滅した。
「ヤオハン」を引き継いだ株式会社ヤオハンは、2008年にCGCグループに加盟。後に電子マネー付きポイントカードのCoGCaを導入した。
2023年6月2日、リオン・ドールコーポレーションの完全子会社となった。

## 沿革
- 慶応年間 - 栃木市西銀座通りに青果の小売店を開業
- 1947年（昭和22年） - 有限会社八百半商店を設立
- 1960年（昭和35年） - スーパーマーケットの一号店となる銀座店を開店
- 1962年（昭和37年） - 株式会社に改組
- 2007年（平成19年） - 株式会社八百半商店からスーパーマーケット事業を会社分割し、株式会社ヤオハンが設立。八百半商店は同年内に特別清算。
- 2008年（平成20年） - CGCグループに加盟
- 2023年（令和5年） - リオン・ドールコーポレーションの完全子会社となる[3]。同年、栃木県栃木市平柳町1-28-16から同社と同一所在地に登記上本社を移転。

## 店舗
- 栃木市
  - アイム店 - 栃木市昭和町3-1
  - 川原田店 - 栃木市川原田町280-1
  - 城内店 - 栃木市城内町2丁目23-3
  - 西店 - 栃木市片柳町4丁目2-32
  - 大森店 - 栃木市大森町451-7
  - 大平店 - 栃木市大平町西野田152
  - 岩舟店 - 栃木市岩舟町大字下津原167
- 小山市
  - 城東店 - 小山市城東6丁目1-30
- 下都賀郡壬生町

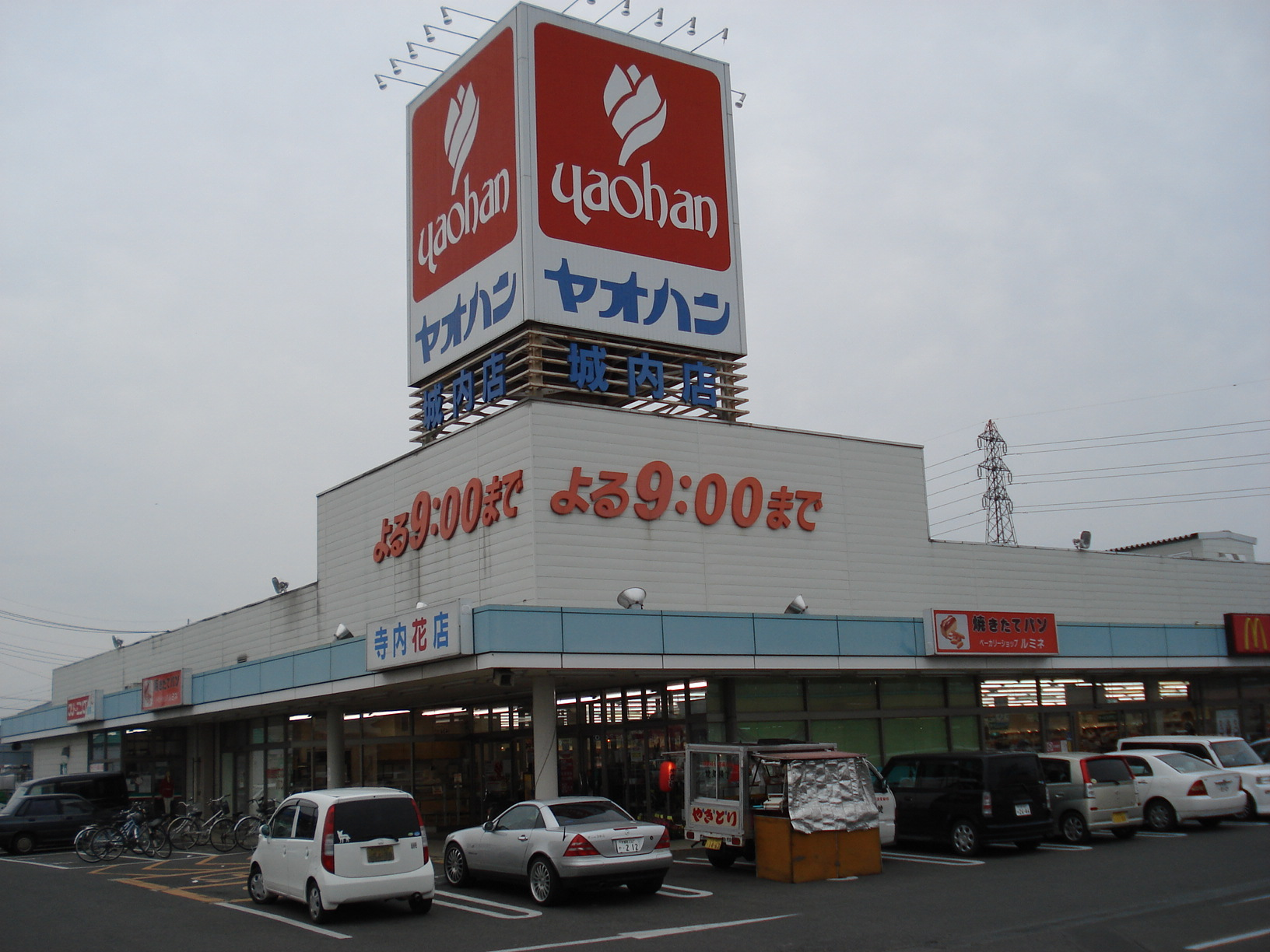
城内店（栃木市）

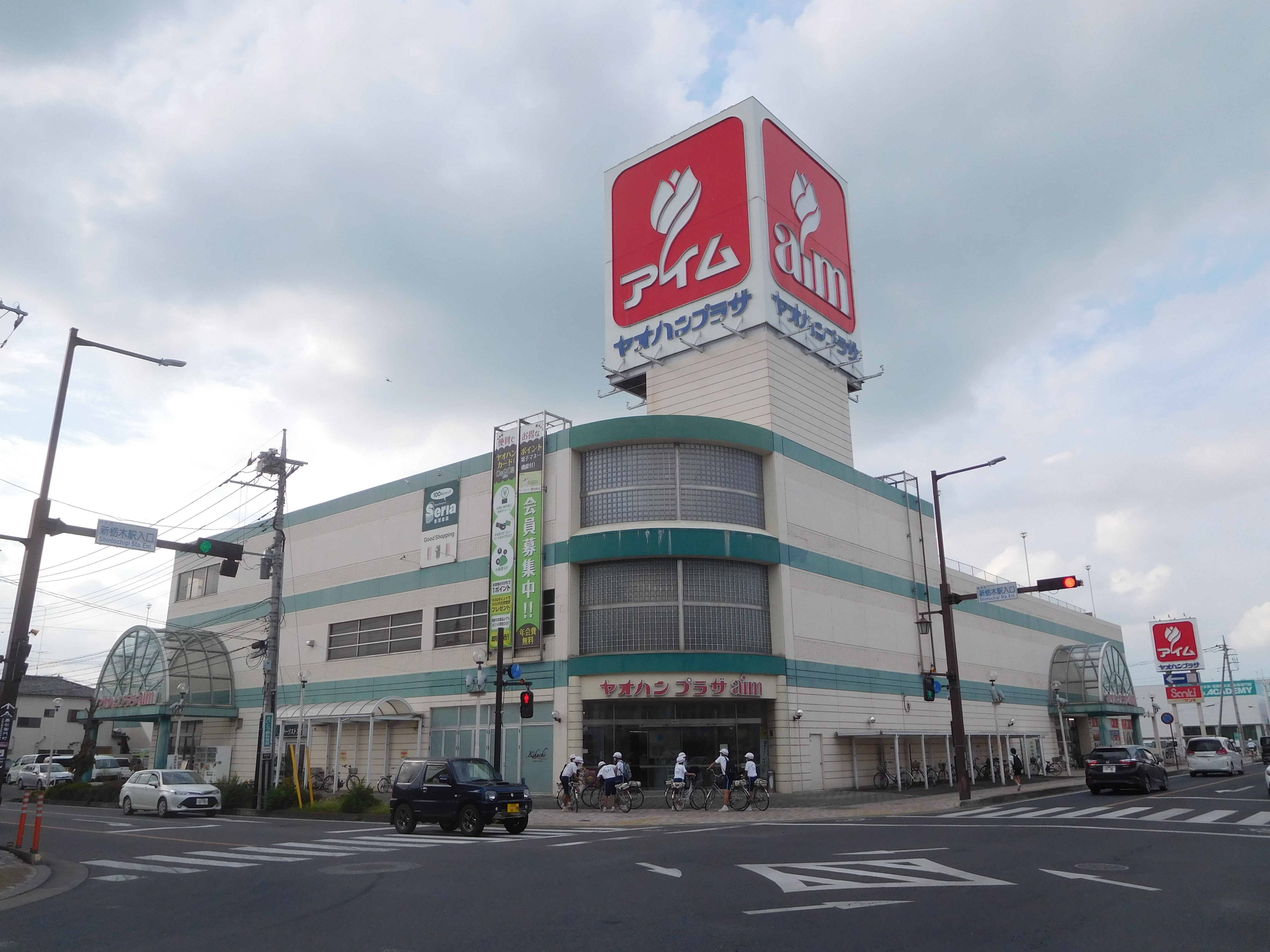
アイム店（栃木市）

  - おもちゃのまち店 - 下都賀郡壬生町幸町3丁目5-11
  - 壬生店 - 下都賀郡壬生町本丸2丁目11-7

## 閉鎖した店舗
- 栃木市
  - 駅前店
  - 平柳店
  - 北店
- 小山市
  - 小山店 - 小山市宮本町2丁目14
  - 東ニュータウン店 - 小山市中久喜5丁目21
- 佐野市
  - 朝日町店
  - 植上町店
  - さのプラザ店
- 宇都宮市
  - 簗瀬店（たいらや簗瀬平成通り店として現存）
  - 弥生店
  - 泉が丘店（たいらや泉ヶ丘店として現存）